# رقص (فیلم ۱۹۵۹)
«رقص» (انگلیسی: The Dance) یک فیلم درام است که در سال ۱۹۵۹ منتشر شد. از بازیگران آن می‌توان به رافائل آلونسو اشاره کرد.